# Crystal Emmanuel
Crystal Emmanuel (* 27. November 1991 in Scarborough) ist eine kanadische Leichtathletin, die sich auf den Sprint spezialisiert hat.

## Sportliche Laufbahn
Erste internationale Erfahrungen sammelte Crystal Emmanuel bei den Panamerikanischen Juniorenmeisterschaften 2009 in Port of Spain, bei denen sie in 11,59 s den vierten Platz im 100-Meter-Lauf belegte und mit der kanadischen 4-mal-100-Meter-Staffel disqualifiziert wurde. Im Jahr darauf nahm sie an den Juniorenweltmeisterschaften in Moncton teil und schied dort in 23,96 s im Halbfinale über 200 Meter aus. Zudem belegte sie mit der Staffel in 44,84 s den sechsten Platz. 2012 gewann sie bei den U23-NACAC-Meisterschaften in Irapuato in 11,43 s die Bronzemedaille über 100 Meter. Im 200-Meter-Lauf qualifizierte sie sich für die Olympischen Spiele in London, bei denen sie mit 23,28 s im Halbfinale ausschied. Bei den Leichtathletik-Weltmeisterschaften 2013 in Moskau wurde sie im Einzelbewerb über 200 Meter disqualifiziert und belegte mit der Staffel in 43,28 s den sechsten Platz. Anschließend siegte sie in 23,63 s bei den Spielen der Frankophonie in Nizza und wurde mit der Staffel in 45,66 s Vierte. 
Bei den IAAF World Relays 2014 auf den Bahamas gewannen die Kanadierinnen in 43,33 s das B-Finale. Anschließend gelangte sie bei den Commonwealth Games in Glasgow über 100 und 200 Meter jeweils in das Halbfinale und wurde mit der Staffel in 43,33 s Vierte. Bei den IAAF World Relays 2015 erreichte die Staffel in 42,85 s Rang vier. Bei den Panamerikanischen Spielen in Toronto schied sie mit 11,26 s im Halbfinale aus und gewann mit der Staffel in 43,00 s die Bronzemedaille hinter den Vereinigten Staaten und Jamaika. Bei den Weltmeisterschaften in Peking schied sie über 100 und 200 Meter jeweils im Vorlauf aus und belegte mit der Staffel in 43,05 s Rang sechs. Im Jahr darauf erfolgte die Teilnahme an den Hallenweltmeisterschaften in Portland, bei denen sie im 60-Meter-Lauf in 7,23 s im Halbfinale ausschied. Bei den Olympischen Spielen in Rio de Janeiro schied sie im 100-Meter-Lauf in der ersten Runde aus und gelangte über 200 Meter in das Halbfinale. Zudem belegte sie mit der Staffel in 43,15 s im Finale den siebten Platz.
2017 schied sie mit 44,98 s in der ersten Runde bei den World Relays aus. Bei den Weltmeisterschaften in London schied sie mit 11,14 s im Halbfinale aus und wurde im 200-Meter-Lauf in 22,60 s Siebte. 2018 erreichte sie bei den Hallenweltmeisterschaften in Birmingham erneut das Halbfinale, in dem sie mit 7,27 s ausschied. Anfang April wurde sie bei den Commonwealth Games im australischen Gold Coast in 22,70 s Fünfte. Bei den NACAC-Meisterschaften im Sommer in Toronto gewann sie in 11,11 s die Bronzemedaille über 100 Meter, wie auch mit der 4-mal-100-Meter-Staffel in 43,50 s. Bei den Panamerikanischen Spielen 2019 in Lima trat sie in drei Disziplinen an. Über 100 Meter belegte sie mit 11,41 s den siebten Platz, über 200 Meter verpasste sie in 22,89 s als Vierte das Podium nur knapp. Nur wenige Stunden nach dem 200-Meter-Finale gewann sie mit der 4-mal-100-Meter-Staffel Kanadas die Silbermedaille hinter Brasilien. Zuvor wurde sie bei den World Relays in Yokohama mit der 4-mal-100-Meter-Staffel im Vorlauf disqualifiziert. Über 100 und 200 Meter qualifizierte sie sich zudem für die Weltmeisterschaften in Doha, bei denen sie über 100 Meter mit 11,29 s im Halbfinale ausschied, wie auch über 200 Meter mit 22,65 s. 2021 nahm Emmanuel erneut an den Olympischen Sommerspielen in Tokio teil und schied dort über 100 m mit 11,21 s im Halbfinale aus und auch im 200-Meter-Lauf schied sie mit 23,05 s im Semifinale aus.
2022 schied sie bei den Weltmeisterschaften in Eugene mit 11,48 s in der ersten Runde über 100 Meter aus und verpasste mit der Staffel mit 43,09 s den Finaleinzug. Anschließend belegte sie bei den NACAC-Meisterschaften in Freeport in 11,25 s den sechsten Platz über 100 Meter. 
In den Jahren 2011, 2013 und 2014 sowie von 2016 bis 2019 und 2021 wurde Emmanuel kanadische Meisterin im 100-Meter-Lauf sowie 2011 und 2012 und von 2016 bis 2018 sowie 2021 über 200 Meter. Ihre Mutter Rosalind Emmanuel war für Barbados startend ebenfalls als Leichtathletin aktiv.

## Persönliche Bestzeiten
- 100 Meter: 11,11 s (+0,9 m/s), 11. August 2018 in Toronto
  - 60 Meter (Halle): 7,23 s, 12. Februar 2016 in Staten Island
- 200 Meter: 22,50 s (0,0 m/s), 18. Juli 2017 in Cork (kanadischer Rekord)
  - 200 Meter (Halle): 23,42 s, 14. Februar 2020 in New York City